# Tegernsee
|  | Denne artikel handler om søen, se Tegernsee (by) for byen |
47°43′18″N 11°44′12″Ø / 47.72167°N 11.73667°Ø
Tegernsee er en sø i de Bayerske Alper i Bayern i Tyskland. Søen er et populært feriested omkring 50 km syd for München. Flere småfloder løber ud i Tegernsee fra et afvandingsområde på 212 km². Det afløb fra søen er floden Mangfall ved landsbyen Gmund. I den sydlige ende af søen ligger to større bugte og den eneste ø i Tegernsee som hedder Ringsee-Insel. Tegernsee er 6,5 km lang og på det bredeste 1,4 km, og udgør et areal på næsten 9 km². På det dybeste er søen lidt over 70 meter, og den ligger i en højde af 725 meter over havet. Rundt langs bredden ligger byerne Tegernsee, Gmund am Tegernsee, Rottach-Egern, Kreuth og  Bad Wiessee.